# Joseph Yegba Maya
Joseph Yegba Maya (* 8. dubna 1944 Otélé) je bývalý kamerunský fotbalista, útočník. V sezóně 1971/1972 byl nejlepším střelcem Ligue 2.

## Fotbalová kariéra
Ve francouzské Ligue 1 hrál za Olympique Marseille, Valenciennes FC a RC Strasbourg Alsace, nastoupil ve 238 ligových utkáních a dal 124 gólů. V Poháru vítězů pohárů nastoupil ve 4 utkáních a ve Veletržním poháru nastoupil ve 2 utkáních a dal 1 gól. Za reprezentaci Kamerunu hrál v letech 1964-1974. 

## Ligová bilance
| Ročník            | Zápasy | Góly | Klub                 |
| ----------------- | ------ | ---- | -------------------- |
| Ligue 1 1962/1963 | 3      | 1    | Olympique Marseille  |
| Ligue 2 1963/1964 | 18     | 4    | Olympique Marseille  |
| Ligue 2 1964/1965 | 25     | 7    | Olympique Marseille  |
| Ligue 2 1965/1966 | 26     | 13   | Olympique Marseille  |
| Ligue 1 1966/1967 | 32     | 15   | Olympique Marseille  |
| Ligue 1 1967/1968 | 38     | 18   | Olympique Marseille  |
| Ligue 1 1968/1969 | 32     | 21   | Olympique Marseille  |
| Ligue 1 1969/1970 | 28     | 24   | Olympique Marseille  |
| Ligue 1 1970/1971 | 38     | 22   | Valenciennes FC      |
| Ligue 2 1971/1972 | 28     | 28   | Valenciennes FC      |
| Ligue 1 1972/1973 | 36     | 11   | Valenciennes FC      |
| Ligue 1 1973/1974 | 21     | 10   | RC Strasbourg Alsace |
| Ligue 1 1974/1975 | 10     | 2    | RC Strasbourg Alsace |
| Ligue 2 1974/1975 | 11     | 5    | AS Béziers           |
| Ligue 2 1975/1976 | 9      | 7    | AS Béziers           |
| CELKEM Ligue 1    | 238    | 124  |                      |